# Петрочинин, Евгений Викторович
Евгений Викторович Петрочинин (род. 7 февраля 1976 или 1976, Мурманск) — российский хоккеист, защитник. Заслуженный мастер спорта России.
Начинал играть в команде «Судоверфь» Мурманск, воспитанник московского «Спартака». Учился в школе 29. Играл в клубах МХЛ — РХЛ — Суперлиги «Спартак» (1993/94 — 1998/99) «Ак Барс» Казань (1998/99), «Металлург» Новокузнецк (1999/2000), «Северсталь» Череповец (2000/01 — 2003/04), «Металлург» Магнитогорск (2004/05), «Витязь» Чехов (2005/06). В высшей лиге выступал за ХК «Дмитров» (2006/07б 2007/08), «Торпедо» НН (2006/07), «Крылья Советов» Москва (2008/09).
Бронзовый призёр чемпионата мира среди молодёжи 1996.
Серебряный призёр чемпионата России 2003, бронзовый призёр чемпионатов 2000, 2001.
Победитель Кубка «Балтики» 1999, 2000.
Участник чемпионата мира 2001.
В 2002 году вошёл в «Клуб Вячеслава Фетисова» для защитников, забросивших в матчах чемпионатов СССР и России 50 шайб.